# Jonathan Barboza
Jonathan Daniel Barboza Bonilla (Montevideo, Uruguay, 2 de noviembre de 1990) es un futbolista uruguayo. Juega de centrocampista y su club actual es el River Plate de la Primera División de Uruguay.

## Trayectoria
En Liverpool fue un jugador destacado tanto en el campeonato local como en la Copa Sudamericana.
Internacionalmente formó parte del Lugano de Suiza. El club logró el ascenso a la Nationalliga A.
Barboza retornó a su país natal para formar parte de la IASA, donde jugó todos los partidos, menos uno por acumulación de amarillas, sumando el total de minutos. Logró cerrar un excelente campeonato y esto despertó el interés, nuevamente, del Club Nacional de Fútbol. A pesar de tener el medio campo superpoblado, el jugador podría haber llegado a un acuerdo. Finalmente junto a su representante optaron por formar parte del CA Cerro. Uno de los motivos de la decisión final fue el antes mencionado, ya que como dijo a la prensa: "Siempre quiero sumar la mayor cantidad de minutos". En Santa Fe de Bogotá, debutó entrando como emergente y apenas minutos después de haber ingresado marcó el gol del triunfo con un soberbio disparo de media distancia en tiempo de reposición frente a Patriotas de Boyacá.

## Selección Uruguaya
Estuvo en proceso de la Selección Uruguaya y jugó un partido amistoso frente a la Selección de Egipto.

## Clubes
| Club                   | País     | Año           | PJ | Goles |
| ---------------------- | -------- | ------------- | -- | ----- |
| Rentistas              | Uruguay  | 2010 - 2011   | 14 | 0     |
| Liverpool              | Uruguay  | 2011 - 2014   | 68 | 5     |
| Lugano                 | Suiza    | 2014 - 2015   | 4  | 0     |
| Sud América            | Uruguay  | 2015 - 2016   | 49 | 1     |
| Cerro                  | Uruguay  | 2017 - 2018   | 48 | 1     |
| Independiente Medellín | Colombia | 2018          | 8  | 0     |
| Montevideo Wanderers   | Uruguay  | 2019 - 2021   | 48 | 1     |
| Progreso               | Uruguay  | 2021          | 25 | 1     |
| Irodotos               | Grecia   | 2022          | 18 | 1     |
| Santa Fe               | Colombia | 2022-2023     | 26 | 3     |
| River Plate            | Uruguay  | 2023-presente |    |       |